# Аурелия, Кьяра
Кьяра Аурелия де Браконье д'Альфен (англ. Chiara Aurelia de Braconier d'Alphen, род. 13 сентября 2002, Таос, Нью-Мексико) — американская актриса. Свою карьеру она начала в качестве детской актрисы в фильмах «Игра Джеральда» (2017) и «Проселочные дороги» (2018). Она снялась в роли Жанетт Тернер в подростковой драме Freeform «Жестокое лето» (2021).

## Биография
Аурелия родилась в Таос, штат Нью-Мексико, и выросла в Альбукерке. Она начала сниматься в школьных постановках и местных драматических классах, когда ей было пять лет. С 11 лет она делила свое время между Альбукерке и Лос-Анджелес, занимаясь своей карьерой. Она училась в Институт театра и кино Ли Страсберга в Нью-Йоркер.
Аурелия начала свою карьеру в качестве детской актрисы с небольших ролей в кино и на телевидении, а также с появления в короткометражных фильмах, таких как «Мертвая знаменитость» (2014). Она сыграла младшую версию персонажа Карла Гуджино в экранизации «Игра Джеральда» Стивен Кинг в 2017 году и сыграла Мисти Альтмайер в режиссёрском дебюте Алекс Петтифер «Проселочные дороги» в 2018 году.
В 2021 году Аурелия начала сниматься в роли Жанетт Тернер в сериале Freeform «Жестокое лето», а также в роли Лорда роз в сериале канала TNT «Расскажи мне свои секреты». Она также появилась в фильме «Улица страха. Часть 2: 1978». В июле 2021 года было объявлено, что Аурелия присоединилась к актёрскому составу экранизации Netflix «Самая счастливая девушка на свете» Джессики Нолл.

## Фильмография
| Год          |   | Русское название                  | Оригинальное название          | Роль                  |
| ------------ | - | --------------------------------- | ------------------------------ | --------------------- |
| 2014         | с | C.S.I.: Место преступления        | CSI: Crime Scene Investigation | Карен Бишоп           |
| 2014         | с | Милые обманщицы                   | Pretty Little Liars            | Эддисон               |
| 2015         | с | Агент Картер                      | Agent Carter                   | Ева                   |
| 2015         | с | Никки, Рикки, Дикки и Дон         | Nicky, Ricky, Dicky & Dawn     | Дениз                 |
| 2015         | ф | Предвидимый                       | Foreseeable                    | Зои Уильямс           |
| 2015         | ф | 128 ударов сердца в минуту        | We Are Your Friends            | Кейли                 |
| 2015         | ф | Большое небо                      | Big Sky                        | Милость               |
| 2016         | с | Путь к выздоровлению              | Recovery Road                  | Элли                  |
| 2016         | ф | Тайное лето                       | Secret Summer                  | Хейли                 |
| 2017         | ф | Игра Джеральда                    | Gerald’s Game                  | Джесси Берлингейм     |
| 2018         | с | Отважные                          | The Brave                      | Верина Кертис         |
| 2018         | ф | Проселочные дороги                | Back Roads                     | Мисти Альтмайер       |
| 2021         | с | Расскажи мне свои секреты         | Tell Me Your Secrets           | Роуз Лорд             |
| 2021         | с | Жестокое лето                     | Cruel Summer                   | Джанетт Тернер        |
| 2021         | ф | Улица страха. Часть 2: 1978       | Fear Street Part Two: 1978     | Шейла                 |
| 2022         | ф | Самая счастливая девушка на свете | Luckiest Girl Alive            | Тиффани «Ани» Фанелли |
| 2024 — н. в. | с | Истерия!                          | Hysteria!                      | Джорди Стэнвик        |

## Награды и номинации

### Награды
- Международный кинофестиваль КиноРокком
  - 2015 — Лучший молодой артист (за короткометражный фильм «Опал»)
- Награды БаМ
  - 2017 — Лучшая роль молодой актрисы второго плана (за фильм «Игра Джеральда»)
- Награды молодым артистам
  - 2018 — Лучшая молодая актриса второго плана - художественный фильм независимого кинофестиваля или кинофестиваля (за фильм «Игра Джеральда»)
  - 2019 — Лучшая молодая актриса второго плана - художественный фильм независимого кинофестиваля или кинофестиваля (за фильм «Проселочные дороги»)

### Номинации
- Молодой актёр
  - 2016 — Лучшая роль в телефильме или специальном выпуске — молодая актриса (за телефильм «Тайное лето»)
- Национальная премия кино и телевидения
  - 2019 — Лучший новичок[8]
- Телевизионные награды Ассоциации голливудских критиков
  - 2021 — Лучший новичок Лучшая женская роль в телерадиовещании или кабельном сериале, драма (за сериал «Жестокое лето»)[9]
- Награды женской имиджевой сети
  - 2021 — Выдающаяся актриса драматического сериала (за сериал «Жестокое лето»)
- Премия «Выбор телевизионных критиков»
  - 2022 — Лучшая женская роль в драматическом сериале (за сериал «Жестокое лето»)[10]